# Peugeot 907
Pour les articles homonymes, voir 907.
La Peugeot 907 est un concept-car GT de luxe du constructeur automobile Peugeot (PSA). Motorisée par le premier moteur V12 de la marque, elle est présentée au Mondial de l'automobile de Paris 2004.

## Histoire
Le design néo-rétro de cette GT d'exception est développé par le centre de design Peugeot du chef designer Gérard Welter. Marquée par la griffe stylistique de la marque, elle est inspirée des Peugeot 607, avec carrosserie monocoque en fibre de carbone, pare-brise géant, toit panoramique entièrement vitré, arrière fastback, et aileron mobile. Le décor intérieur, luxueux et raffiné, est habillé en cuir, alcantara, chrome, verre, et bois précieux, avec un ensemble de bagages en cuir spécialement conçu pour elle.

Musée de l'Aventure Peugeot de Sochaux
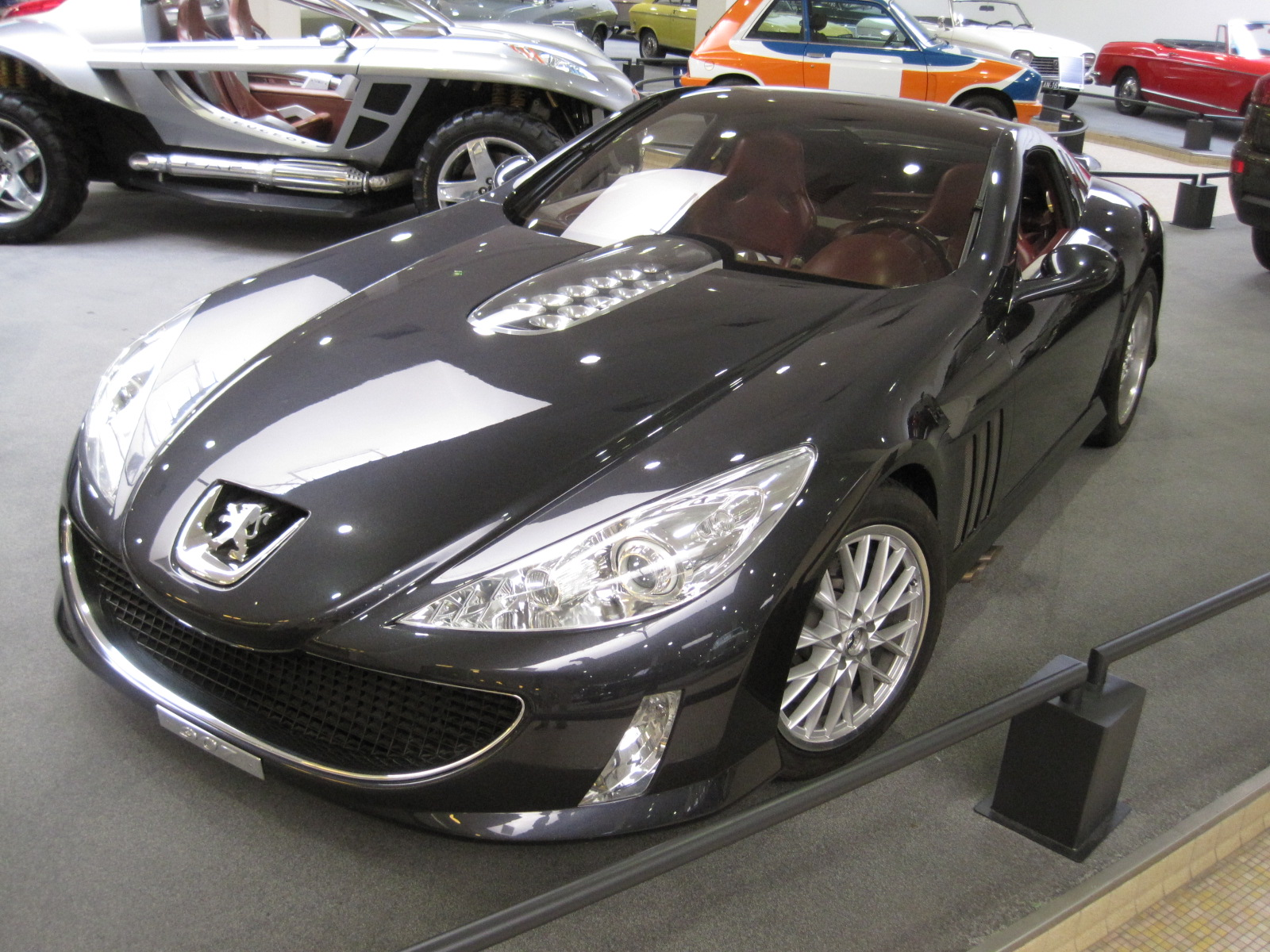
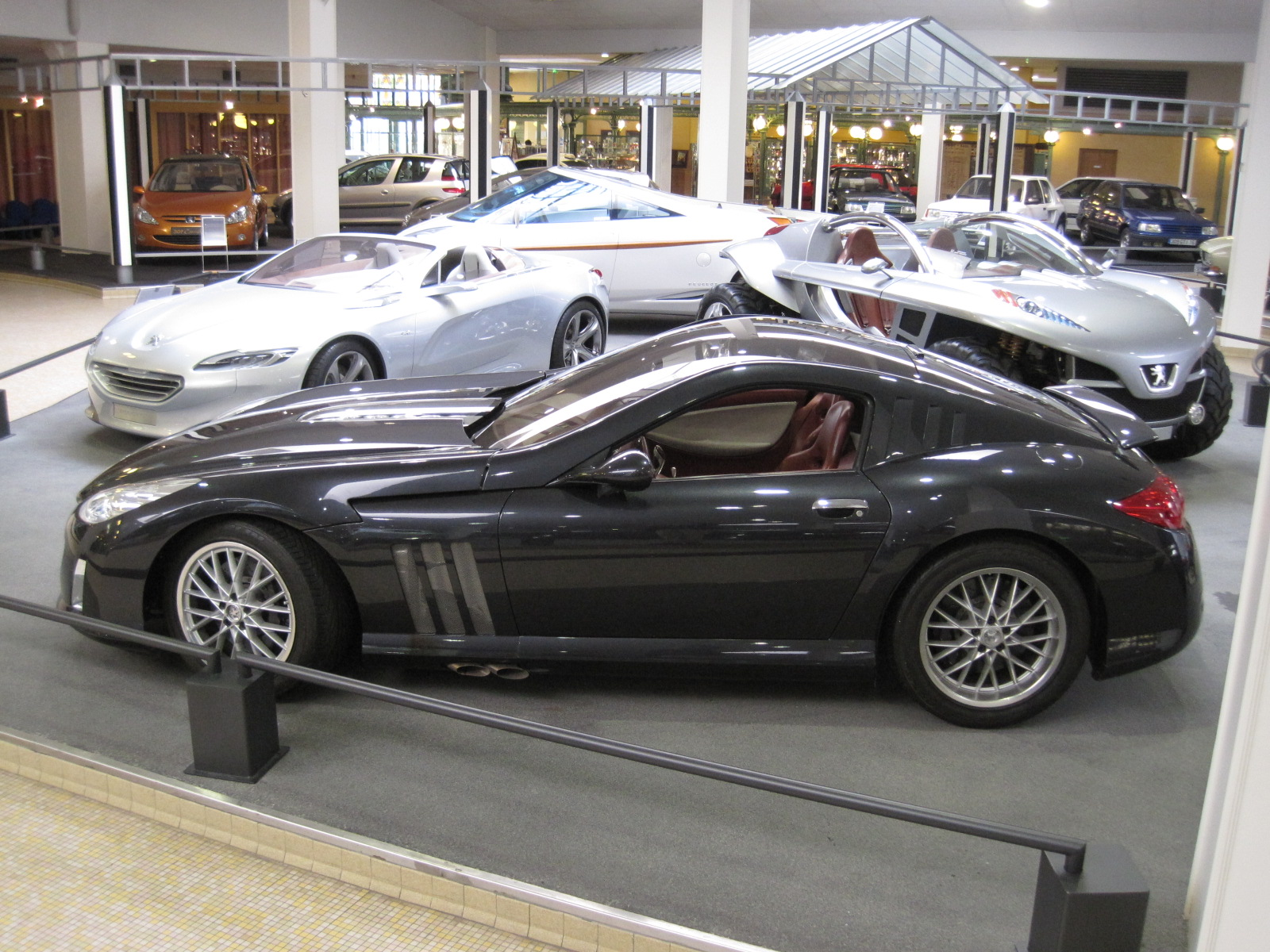
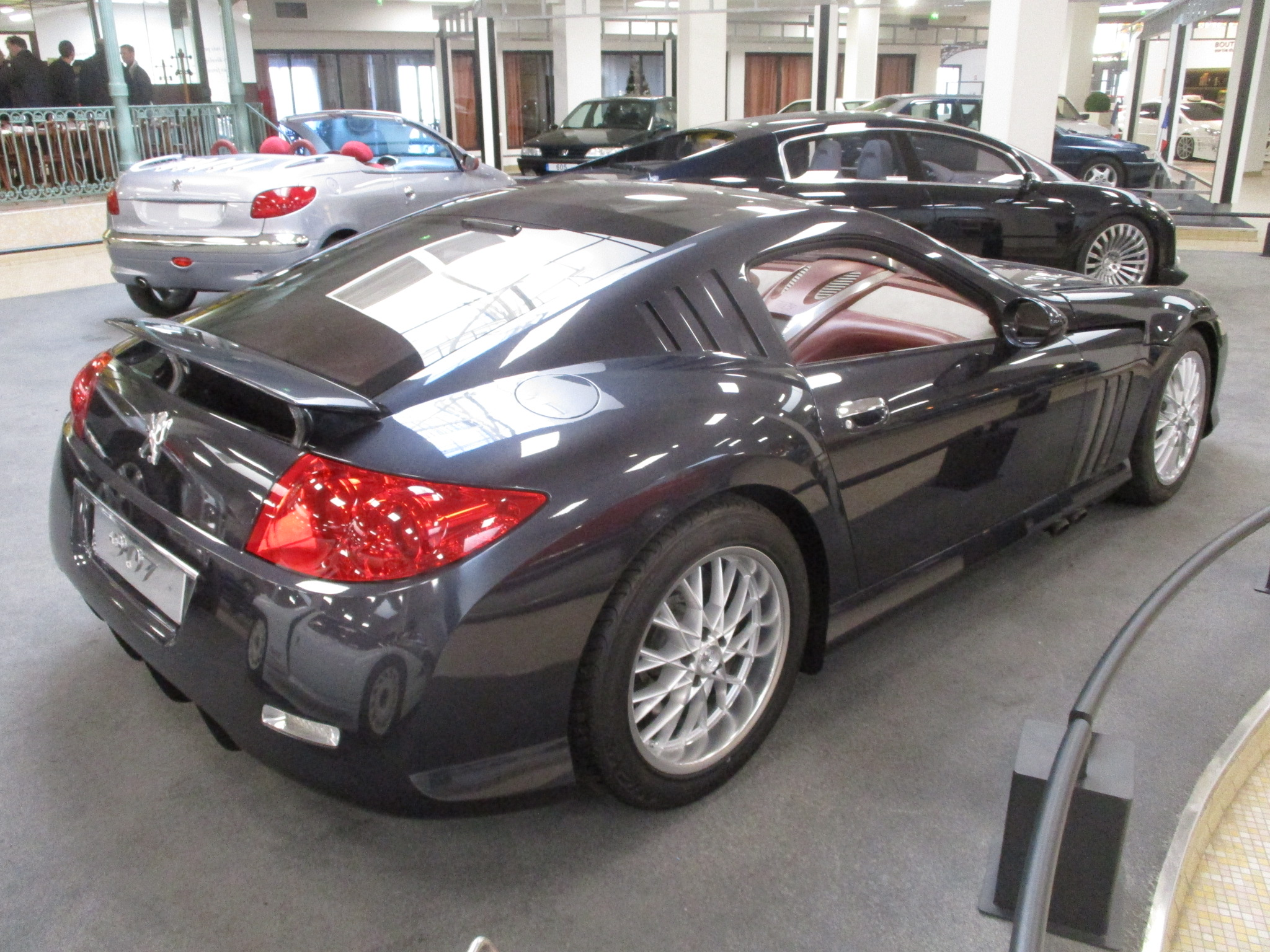
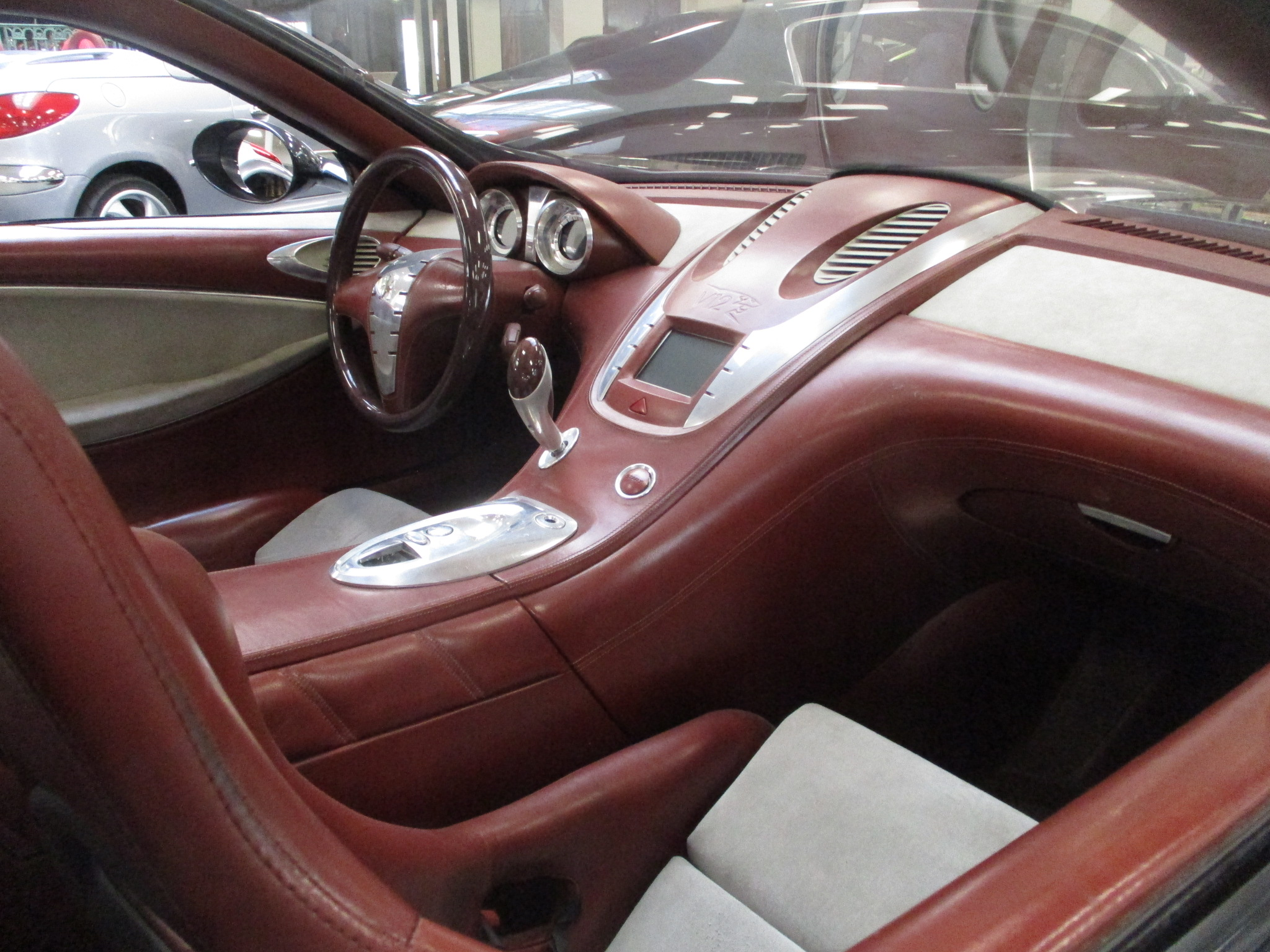

La 907 fait référence aux succès et victoires du sport-prototype Peugeot 905 à moteur V10 engagée en compétition par Jean Todt (directeur emblématique de Peugeot Sport) victorieuse en particulier du championnat du monde des voitures de sport 1992, et des 24 Heures du Mans 1992 et 24 Heures du Mans 1993... 
Elle est motorisée par le premier moteur V12 de la marque (deux moteurs V6 3,0 L couplés de Peugeot 607) de 500 ch, 6,0 L de cylindrée, 620 N m de couple, 0 à 100 km/h en environ 4,5 s, pour plus de 300 km/h de vitesse de pointe. Les entrées des 12 trompettes d'admission du V12 sont visibles à travers une partie vitrée du capot, façon hot rod américain (ce V12 est une première esquisse du futur V12 Peugeot Sport Le Mans Prototype de Peugeot 908 HDi FAP et Peugeot 908 RC, victorieuse en particulier des Le Mans Series 2007, et double vainqueur des 24 Heures du Mans 2009). 
Concurrente potentielle de la Ferrari 612 Scaglietti (2004) et de la Mercedes-Benz SLR McLaren (2003), exposée au musée de l'Aventure Peugeot de Sochaux, elle inspire entre autres les Peugeot 407 (2004), Peugeot 407 Coupé (2005),  prototype Peugeot 908 RC (2006), Peugeot RC Hybrid4 de 2008, Peugeot 408 et Peugeot RCZ de 2010...